# Осен (Тырговиштская область)
Осен (болг. Осен) — село в Болгарии. Находится в Тырговиштской области, входит в общину Тырговиште. Население составляет 66 человек (2022).

## Политическая ситуация
Осен подчиняется непосредственно общине и не имеет своего кмета.
Кмет (мэр) общины Тырговиште — Красимир Митев Мирев (Инициативный комитет) по результатам выборов в правление общины.